# Alfredo Castro
Alfredo Arturo Castro Gómez (Santiago de Chile, 19 de diciembre de 1955) es un actor y director de teatro chileno. Es uno de los actores más respetados por la crítica latinoamericana, reconocido por su alto nivel de rigurosidad al encarnar múltiples personalidades en la transfiguración de sus papeles. Castro es fundador y director artístico de Teatro La Memoria.

## Biografía

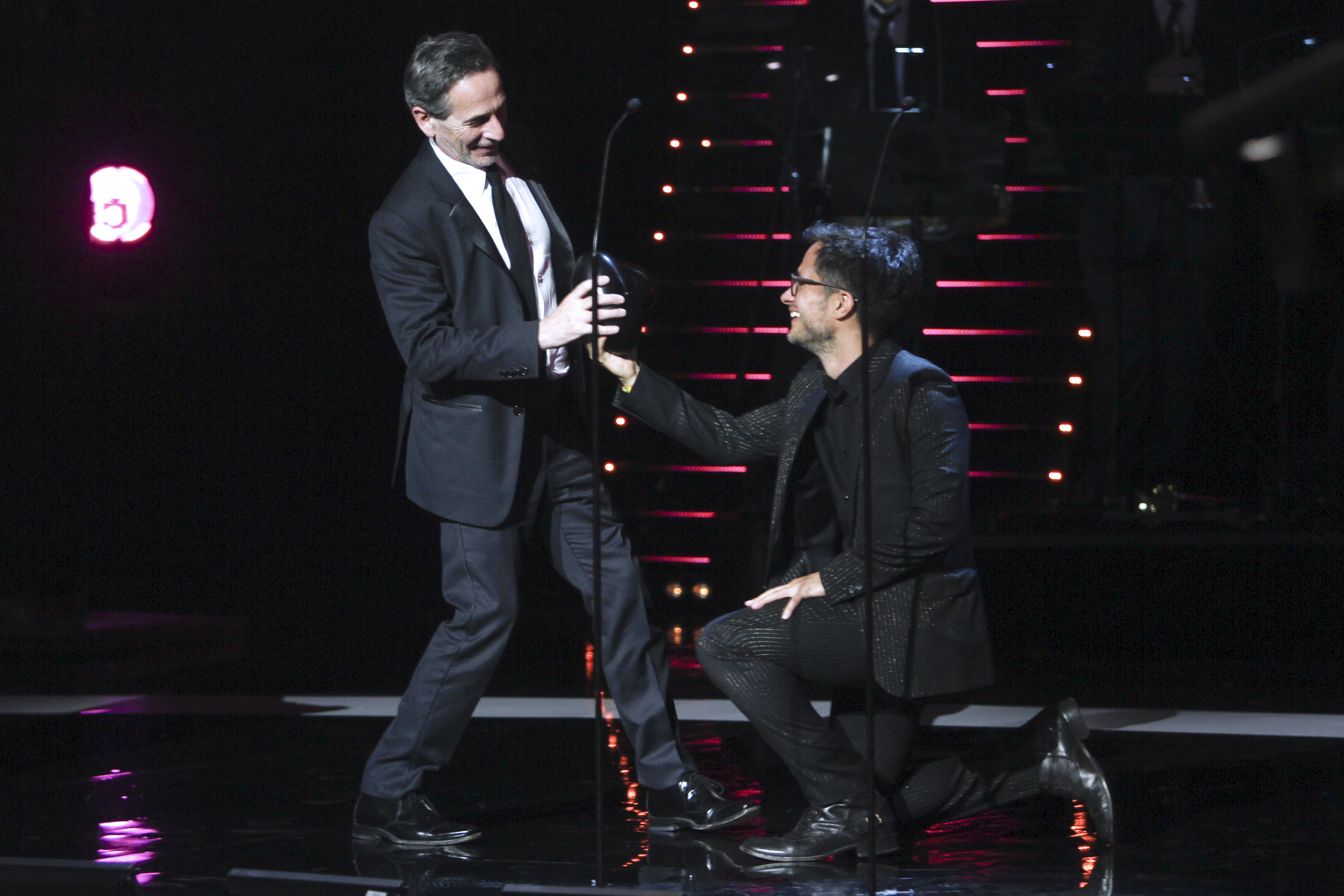
Alfredo Castro recibe el Premio Fénix 2015 al mejor actor por El club, entregado por Gael García Bernal. México, 25 de noviembre de 2015.

Creció en una familia de cinco hermanos; su madre murió de cáncer cuando él tenía 10 años. Cursó la educación básica y media en los colegios Saint Gabriel de Las Condes, Kent School de Providencia y Liceo de Hombres N°11 de Las Condes. 
Ingresó al Departamento de Teatro de la Facultad de Artes de la Universidad de Chile, donde en 1977 se licenció en actuación. Ese mismo año recibió el Premio APES de la Asociación de Periodistas de Espectáculos. Ese mismo año debutó en Equus, con buena crítica por parte de la prensa especializada. Su actuación produjo cierto revuelo entonces, ya que apareció desnudo en esta obra del británico Peter Shaffer.

## Carrera artística
Entre 1978 y 1981 trabajó en la compañía Teatro Itinerante, de la que fue uno de sus fundadores. En 1982 participa en la producción para Televisión Nacional de Chile De cara al mañana, iniciando su extensa carrera en la pantalla chica. Viaja a Londres en 1983, becado por el British Council para perfeccionarse en The London Academy of Music and Dramatic Arts.
En 1989 recibió una beca del Gobierno de Francia para perfeccionarse en la dirección de teatro en París, Estrasburgo y Lyon. Regresó el mismo año y fundó la compañía de Teatro La Memoria. En 2013 anunció el cierre, por falta de fondos, de este teatro que funcionaba en Bellavista 503. Antes había notificado que debía terminar también con su centro de investigación que daba seminarios de dramaturgia, dirección, actuación y escritura.
Trabajó como docente y subdirector de la Academia de Teatro de Fernando González. 
Para el teatro de la Universidad Católica, puso en escena las obras Theo y Vicente segados por el sol (adaptación de Nous, Theo et Vincent Van Gogh, de Jean Menaud; 1990) y El rey Lear, con traducción de Nicanor Parra; y en el de la Chile, La catedral de la luz (1995), de Pablo Álvarez y Casa de luna (1997) de Juan Claudio Burgos Droguett, obra inspirada en la novela El lugar sin límites, de José Donoso. 
Fue presidente de la Asociación Gremial de Directores de Chile (1997-2000) y director artístico de la Muestra de Dramaturgia organizada por la Secretaría General de Gobierno (1999-2000). Durante esa misma temporada, puso en escena Hechos consumados de Juan Radrigán y Patas de perro, basada en la novela homónima de Carlos Droguett. 
Se incorporó a Televisión Nacional de Chile en 1998, colaboró estrechamente con el director Vicente Sabatini, con varias actuaciones en la Época de oro de las teleseries, logrando gran popularidad con sus roles en La fiera, Romané, Pampa Ilusión, El circo de las Montini, Los Pincheira, entre otras.
En 2001 dirigió Las sirvientas (también traducida como Las criadas, de Jean Genet) y protagonizó Eva Perón, de Copi, obra que marcó su regreso a los escenarios como actor. 
En 2004 dirigió a Claudia Di Girolamo en la obra de teatro Psicosis 4:48, de Sarah Kane. Al año siguiente, por la obra obtuvo un premio Altazor al mejor director teatral y Di Girolamo obtuvo una nominación a la mejor actriz de teatro.
En 2006, Castro es nombrado por Chile elige como el tercer mejor actor chileno de todos los tiempos. 
Hizo su debut fílmico en el drama Fuga en 2006 y, recibió elogios de la crítica por su actuación en Tony Manero, en 2008. Obtuvo reconocimiento por sus trabajos posteriores en papeles como en Post Mortem (2010) y No (2012), así como en papeles principales en Desde allá (2015) y El club (2016), antes de alcanzar el reconocimiento mundial en Festival de Cine de Venecia en 2019.
Participó en dos superproducciones de época dirigidas por Vicente Sabatini para Chilevisión: Manuel Rodríguez (2010), en la que interpretó al gobernador realista Casimiro Marcó del Pont,  y La Doña (2011), donde dio vida al corregidor Pedro Lisperguer.
En 2012 decidió retirarse de las telenovelas con las cuales se hizo conocido popularmente y a las que dedicó gran parte de su vida.
En 2014, Alfredo Castro dirigió la famosa obra del dramaturgo estadounidense Tennessee Williams Un tranvía llamado Deseo, con un elenco encabezado por Amparo Noguera, Marcelo Alonso, Luis Gnecco y Paloma Moreno.
En 2017 recibió la Medalla de Honor por la Cámara de Diputados de Chile.
En 2019 Castro recibió el Premio Starlight International Cinema Award del Festival Internacional de Cine de Venecia por su trayectoria artística. 
En marzo de 2020 fue elegido como el mejor actor de teatro de la década de 2010 por El Mercurio.
En 2021 colaboró con Felipe Suau en El Tercer Cuerpo, obra de música electrónica experimental publicada en el álbum de corta duración titulado Cositas Nuevas.
En 2024 rodó, junto a la actriz española Ángela Molina, la película "Polvo serán". Esta película ganó la Espiga de Plata en el Festival de cine Seminci, que, anteriormente, había obtenido en el Festival de Toronto el Premio Platform

## Técnica y análisis
Es uno de los intérpretes y directores de las artes escénicas chilenas más reputado por la crítica, reconocido por su alto nivel de rigurosidad y complejidad al crear y encarnar múltiples personalidades a sus personajes, que van desde el dialecto hasta la caracterización.
Sobre su faceta de director, Memoria Chilena dice que «se tiende a describir» su teatro «como una puesta en escena cargada de hermetismo y de metáforas, entendiendo puesta en escena como la articulación de diferentes elementos que participan en la ejecución de una obra teatral, como el texto, la imagen, la gestualidad y el estilo de la actuación. El mismo Castro es consciente de que su teatro no es para un público masivo: “Yo sé que no hago teatro para la masa, para que asistan dos mil personas, que no hago historias con presentación, clímax, nudo, desenlace. Yo no soy un director aristotélico, eso lo tengo clarísimo desde que nací”». Pero «a fines de la década de los noventa, Castro dio un giro a su forma de encarar el teatro [...]; comenzó a reconciliarse con un teatro de tinte más realista [...]; abordando los temas que siempre le preocuparon, pero sacudiéndose el registro en demasía metafórico para centrarse más en las interpretaciones».
Alfredo Castro declaró que: «Lo maravilloso de la transfiguración de un actor es perder una sexualidad definida”. En el espacio de la creación, dice «a mí, como director y actor, siempre me ha interesado más el lugar femenino o más ambiguo de la sexualidad que una sexualidad terminada. Yo creo que para el arte cualquier encasillamiento que exista es una trampa mortal. Entonces creo haber sido capaz de haber amado o haberme visto representado en el cuerpo de Claudia Di Girolamo, de Amparo Noguera, o de Paulina Urrutia, sin necesariamente ser trans. Por estar a ese lado yo amorosamente puedo comprender y apreciar ese lugar femenino más profundo».

## Vida personal
Se separó en 2008 de la actriz y diseñadora teatral Taira Court, con quien tiene una hija, Agatha.

## Filmografía

### Cine
|      | Películas                                     |                         |                       |
| Año  | Película                                      | Personaje               | Director              |
| 1999 | La chica del crillón                          | Gastón                  | Alberto Daiber        |
| 2006 | Fuga                                          | Claudio Leal            | Pablo Larraín         |
| 2007 | Casa de remolienda                            | Renato                  | Joaquín Eyzaguirre    |
| 2008 | La buena vida                                 | Jorge                   | Andrés Wood           |
| 2008 | Secretos                                      | Gurú                    | Valeria Sarmiento     |
| 2008 | Tony Manero                                   | Raúl Peralta            | Pablo Larraín         |
| 2010 | Post Mortem                                   | Mario Cornejo           | Pablo Larraín         |
| 2012 | È stato il figlio                             | Busu                    | Daniele Cipri         |
| 2012 | No                                            | Luis Guzmán             | Pablo Larraín         |
| 2013 | Carne de perro                                | Pastor Evangélico       | Fernando Guzzoni      |
| 2013 | Il mondo fino in fondo                        | Lucho, el taxista       | Alessandro Lunardelli |
| 2013 | Las niñas Quispe                              | Fernando                | Sebastián Sepúlveda   |
| 2014 | Aurora                                        | Santiago                | Rodrigo Sepúlveda     |
| 2014 | Ventana                                       | .                       | Rodrigo Susarte       |
| 2017 | Severina                                      | Otón                    | Felipe Hirsch         |
| 2015 | Desde allá                                    | Armando                 | Lorenzo Vigas         |
| 2015 | El Club                                       | Padre Vidal             | Pablo Larraín         |
| 2016 | Neruda                                        | Gabriel González Videla | Pablo Larraín         |
| 2017 | La cordillera                                 | Desiderio García        | Santiago Mitre        |
| 2017 | Los perros                                    | Juan, el excoronel      | Marcela Said          |
| 2018 | Museo                                         | Dr. Núñez               | Alonso Ruizpalacios   |
| 2018 | Rojo                                          | Detective Sinclair      | Benjamín Naishtat     |
| 2019 | Algunas bestias                               | Antonio                 | Jorge Riquelme        |
| 2019 | Blanco en blanco                              | Pedro                   | Theo Court            |
| 2019 | El príncipe                                   | El Potro                | Sebastián Muñoz       |
| 2019 | Medea                                         | Camionero               | Alejandro Moreno      |
| 2019 | Perro Bomba                                   | El Jefe                 | Juan Cáceres          |
| 2020 | Tengo miedo torero                            | La Loca del Frente      | Rodrigo Sepúlveda     |
| 2020 | Karnawal                                      | El Corto                | Juan Pablo Félix      |
| 2020 | Perfidious                                    | Paolo                   | Illeane D Velasquez   |
| 2020 | Verlust                                       | Constantin              | Esmir Filho           |
| 2021 | Inmersión                                     | Ricardo                 | Nicolás Postiglione   |
| 2021 | Piedra noche                                  | Genaro                  | Iván Fund             |
| 2022 | El suplente                                   | El chileno              | Diego Lerman          |
| 2022 | La california                                 | Allende                 | Cinzia Bomoll         |
| 2022 | La vaca que cantó una canción hacia el futuro | Enrique                 | Francisca Alegria     |
| 2023 | Los colonos                                   | José Menéndez           | Felipe Gálvez         |
| 2023 | Sayen: La ruta seca                           | Salazar                 | Alexander Witt        |
| 2023 | El Conde                                      | Fyodor Krassnoff        | Pablo Larraín         |

## Televisión
| Año  | Título                  | Personaje                                    | Canal               |
| ---- | ----------------------- | -------------------------------------------- | ------------------- |
| 1982 | De cara al mañana       | Claudio Castañeda                            | Televisión Nacional |
| 1983 | La Represa              | Samuel Gómez                                 | Televisión Nacional |
| 1984 | Los Títeres             | Julio Barros                                 | Canal 13            |
| 1988 | Vivir Así               | Ito Orsini                                   | Canal 13            |
| 1990 | ¿Te conté?              | Froilán ''Frula'' Méndez                     | Canal 13            |
| 1991 | Volver a empezar        | Pedro Pablo Oroz                             | Televisión Nacional |
| 1992 | El palo al gato         | Fernando ''Nando''                           | Canal 13            |
| 1993 | Jaque Mate              | Jonathan Astudillo                           | Televisión Nacional |
| 1994 | Champaña                | Renán Bascur                                 | Canal 13            |
| 1995 | El amor está de moda    | Leonardo ''León'' Soto                       | Canal 13            |
| 1995 | Amor a domicilio        | Romeo Ulloa                                  | Canal 13            |
| 1996 | Adrenalina              | Efraín Domínguez                             | Canal 13            |
| 1997 | Eclipse de luna         | Jeremías Höltz                               | Canal 13            |
| 1998 | Iorana                  | Luciano Cox                                  | Televisión Nacional |
| 1999 | La Fiera                | Ernesto Lizana                               | Televisión Nacional |
| 2000 | Romané                  | Lazlo California                             | Televisión Nacional |
| 2001 | Pampa Ilusión           | Eulogio Martínez                             | Televisión Nacional |
| 2002 | El circo de las Montini | César Mondaca                                | Televisión Nacional |
| 2003 | Puertas Adentro         | Julio Albornoz                               | Televisión Nacional |
| 2004 | Los Pincheira           | Floridor Carmona                             | Televisión Nacional |
| 2005 | Versus                  | Arístides Montenegro                         | Televisión Nacional |
| 2006 | Floribella              | Franz von Mayerlitz / Wolfgang von Mayerlitz | Televisión Nacional |
| 2007 | Corazón de María        | Vladimir Tapia                               | Televisión Nacional |
| 2008 | Viuda Alegre            | José Pablo Zulueta                           | Televisión Nacional |
| 2009 | Los Exitosos Pells      | Guido Wedell                                 | Televisión Nacional |
| 2010 | Manuel Rodríguez        | Casimiro Marcó del Pont                      | Chilevisión         |
| 2011 | La Doña                 | Pedro Lisperguer                             | Chilevisión         |

| Año       | Título                         | Personaje                | Notas        | Canal               |
| --------- | ------------------------------ | ------------------------ | ------------ | ------------------- |
| 1989      | Mis mejores historias de amor  | Marcelo Del Valle        | 2 episodios  | Televisión Nacional |
| 1990      | Mis mejores historias de amor  | Rolando Ríos             | 2 episodios  | Televisión Nacional |
| 1996      | Tuti Cuanti                    | Policía                  | 1 episodio   | Canal 13            |
| 1996      | Amor a domicilio, la comedia   | Romeo Ulloa              | 29 episodios | Canal 13            |
| 1998      | Sucupira, la comedia           | Gaspar                   | 1 episodio   | Televisión Nacional |
| 1999      | Los Lizana                     | Ernesto Lizana           | 6 episodios  | Televisión Nacional |
| 2005      | Tiempo final: en tiempo real   | Martín                   | 1 episodio   | Televisión Nacional |
| 2005      | Justicia para todos            | Pablo Rencoret           | 1 episodio   | Televisión Nacional |
| 2011-2013 | Prófugos                       | Freddy Ferragut          | 13 episodios | HBO                 |
| 2013      | Ecos del desierto              | Arturo Rivera            | 4 episodios  | Chilevisión         |
| 2016      | Bala loca                      | Eugenio Aldunate         | 10 episodios | Chilevisión         |
| 2017      | Narcos                         | Abel Escobar             | 2 episodios  | Netflix             |
| 2017      | Una historia necesaria         | Max Santelices           |              | 13C                 |
| 2017      | Los días eran así              | Hernando García          | 8 episodios  | Rede Globo          |
| 2017      | Neruda, la serie               | Gabriel González Videla  | 4 episodios  | Mega                |
| 2018      | Martín, el hombre y la leyenda | Lucio Hernández          | 4 episodios  | Mega                |
| 2019      | En terapia                     | Gabriel Montes           | 45 episodios | Televisión Nacional |
| 2020      | La jauría                      | Alejandro Petersen       | 8 episodios  | Prime Video         |
| 2022      | El refugio                     | Leonardo                 | 6 episodios  | Starzplay           |
| 2023      | Los mil días de Allende        | Salvador Allende Gossens | 4 episodios  | Televisión Nacional |

## Vídeos musicales
| Año  | Título | Artista | Dirección        |
| ---- | ------ | ------- | ---------------- |
| 2021 | Viento | Yorka   | Fernanda Ramírez |

## Premios y nominaciones

### Premios Apes
| Año  | Categoría                            | Trabajo           | Resultado | Ref.   |
| ---- | ------------------------------------ | ----------------- | --------- | ------ |
| 1977 | Revelación teatral                   | Equus             | Ganador   | [ 38 ] |
| 1998 | Mejor actor de televisión            | Iorana            | Ganador   | [ 38 ] |
| 1999 | Mejor actor de soporte en televisión | La fiera          | Ganador   | [ 38 ] |
| 1999 | Mejor actor de teatro                | Quartetto         | Ganador   | [ 38 ] |
| 1999 | Mejor director de teatro             | Hechos consumados | Ganador   | [ 38 ] |

### Premio Altazor de las Artes Nacionales
| Año  | Categoría                                                            | Trabajo           | Resultado | Ref.   |
| ---- | -------------------------------------------------------------------- | ----------------- | --------- | ------ |
| 2000 | Mejor dirección - teatro                                             | Hechos consumados | Nominado  |        |
| 2000 | Mejor actor - televisión                                             | La fiera          | Nominado  |        |
| 2001 | Mejor actor - televisión                                             | Romané            | Nominado  |        |
| 2003 | Mejor dirección - teatro                                             | Devastados        | Nominado  |        |
| 2004 | Mejor dirección - teatro                                             | Mano de obra      | Nominado  |        |
| 2005 | Mejor dirección - teatro                                             | Psicosis 4:48     | Ganador   | [ 39 ] |
| 2009 | Mejor guion - cine (compartido con Pablo Larraín y Mateo Irribarren) | Tony Manero       | Nominado  | [ 9 ]  |
| 2009 | Mejor actor - cine                                                   | Tony Manero       | Ganador   | [ 9 ]  |
| 2011 | Mejor actor - cine                                                   | Post mortem       | Nominado  |        |

### Premio de la Crítica
| Año  | Categoría            | Trabajo   | Resultado | Ref.   |
| ---- | -------------------- | --------- | --------- | ------ |
| 2001 | Premio de la Crítica | Eva Perón | Ganador   | [ 38 ] |

### Premios Caleuche
| Año  | Categoría                       | Trabajo            | Resultado | Ref.   |
| ---- | ------------------------------- | ------------------ | --------- | ------ |
| 2016 | Mejor actor protagónico en cine | El club            | Nominado  | [ 40 ] |
| 2019 | Mejor actor protagónico en cine | Los perros         | Ganador   | [ 41 ] |
| 2021 | Mejor actor de soporte en cine  | Perro bomba        | Nominado  | [ 42 ] |
| 2022 | Mejor actor de soporte en cine  | El príncipe        | Nominado  | [ 43 ] |
| 2022 | Mejor actor protagónico en cine | Tengo miedo torero | Ganador   | [ 43 ] |
| 2022 | Premio del público              | Él mismo           | Ganador   | [ 43 ] |
| 2023 | Mejor actor protagónico en cine | Inmersión          | Ganador   |        |

### Copihue de Oro
| Año  | Categoría                   | Trabajo     | Resultado | Ref.   |
| ---- | --------------------------- | ----------- | --------- | ------ |
| 2008 | Mejor actor                 | Tony Manero | Ganador   |        |
| 2021 | Actor o actriz de la década | Él mismo    | Nominado  | [ 44 ] |

### Premios Fénix
| Año  | Categoría                      | Trabajo    | Resultado | Ref.   |
| ---- | ------------------------------ | ---------- | --------- | ------ |
| 2015 | Mejor interpretación masculina | El club    | Ganador   | [ 45 ] |
| 2016 | Mejor interpretación masculina | Desde allá | Nominado  |        |

### Premios Platino
| Año  | Categoría                                               | Trabajo                 | Resultado | Ref.   |
| ---- | ------------------------------------------------------- | ----------------------- | --------- | ------ |
| 2016 | Mejor interpretación masculina                          | El club                 | Nominado  | [ 46 ] |
| 2017 | Mejor interpretación masculina                          | Desde allá              | Nominado  | [ 47 ] |
| 2018 | Mejor interpretación masculina                          | Los perros              | Ganador   | [ 48 ] |
| 2021 | Mejor interpretación masculina                          | Tengo miedo torero      | Nominado  | [ 49 ] |
| 2021 | Mejor interpretación masculina de reparto               | El príncipe             | Ganador   | [ 49 ] |
| 2022 | Mejor interpretación masculina de reparto               | Karnawal                | Ganador   | [ 50 ] |
| 2024 | Mejor interpretación masculina en miniserie o teleserie | Los mil días de Allende | Ganador   |        |

### Premios Pedro Sienna
| Año  | Categoría                                                     | Trabajo            | Resultado | Ref.   |
| ---- | ------------------------------------------------------------- | ------------------ | --------- | ------ |
| 2007 | Mejor interpretación masculina                                | Fuga               | Nominado  | [ 51 ] |
| 2009 | Mejor guion (compartido con Pablo Larraín y Mateo Irribarren) | Tony Manero        | Nominado  | [ 52 ] |
| 2009 | Mejor interpretación protagónica masculina                    | Tony Manero        | Ganador   | [ 52 ] |
| 2011 | Mejor interpretación protagónica masculina                    | Post mortem        | Nominado  | [ 53 ] |
| 2012 | Mejor interpretación secundaria masculina                     | No                 | Nominado  | [ 54 ] |
| 2016 | Mejor interpretación secundaria masculina                     | Las niñas Quispe   | Ganador   | [ 55 ] |
| 2020 | Mejor interpretación protagónica masculina                    | Tengo miedo torero | Ganador   | [ 56 ] |
| 2021 | Mejor interpretación protagónica masculina                    | Blanco en blanco   | Ganador   | [ 56 ] |

### Premios de festivales
| Año  | Festival                                                           | Categoría                                                                        | Trabajo            | Resultado | Ref.   |
| ---- | ------------------------------------------------------------------ | -------------------------------------------------------------------------------- | ------------------ | --------- | ------ |
| 2008 | Festival de Cine de Turín                                          | Mejor actuación masculina                                                        | Tony Manero        | Ganador   | [ 57 ] |
| 2008 | Festival Internacional del Nuevo Cine Latinoamericano de La Habana | Mejor actuación masculina                                                        | Tony Manero        | Ganador   |        |
| 2011 | Festival Internacional de Cine de Guadalajara                      | Mejor actor                                                                      | Post mortem        | Ganador   | [ 58 ] |
| 2015 | Festival Internacional de Cine de Salónica                         | Mejor actor                                                                      | Desde allá         | Ganador   | [ 59 ] |
| 2015 | Festival Internacional de Cine de Mar del Plata                    | Mejor actor (compartido con Roberto Farías, Alejandro Goic y Jaime Vadell)       | El club            | Ganador   | [ 60 ] |
| 2021 | Festival de Málaga                                                 | Mejor actor de reparto                                                           | Karnawal           | Ganador   | [ 61 ] |
| 2022 | Festival Internacional de Cine de Guadalajara                      | Mejor actor iberoamericano de ficción (compartido con Luis Tosar por Intemperie) | Karnawal           | Ganador   | [ 62 ] |
| 2022 | Festival Internacional de Cine de Guadalajara                      | Premio Mezcal a mejor actor                                                      | Tengo miedo torero | Ganador   | [ 62 ] |
| 2022 | Festival Internacional de Cine de Guadalajara                      | Premio Maguey a mejor actuación                                                  | Tengo miedo torero | Ganador   | [ 62 ] |

## Distinciones
- 2010: Medalla al Mérito Cultural Profesor Pedro de la Barra por la Universidad de Chile.[63]
- 2017: Medalla de Honor por la Cámara de Diputados de Chile.
- 2018: Medalla UV por la Universidad de Valparaíso.[64]
- 2019: Premio Starlight International Cinema Award del Festival Internacional de Cine de Venecia por su trayectoria artística.

## Homenajes
- 2021: Homenaje por el Festival de Cine de Ginebra.
- 2021: Homenaje a la destacada trayectoria cinematográfica por el Festival de Cine Latinoamericano de Toulouse.
- 2022: Homenaje a la trayectoria artística por SANFIC.

## Reconocimientos
- 2006: Nombrado como el tercer mejor actor chileno de todos los tiempos por el público de Chile Elige.
- 2020: Nombrado como el mejor actor de teatro de la década de 2010 por críticos de El Mercurio.